# Калитович, Михаил Петрович
Михаил Петрович Калитович (1817—1909) — российский архитектор, гражданский инженер, статский советник.

## Биография
Сын священника. Потомственный дворянин. Обучался в Рыльском реальном и земледельческом училищах. В 1834 году поступил в Петербургское училище гражданских инженеров, которое окончил в 1840 году с чином XIV класса. Был командирован на должность младшего инженера в Саратовскую губернию. В 1846 году переведён в Санкт-Петербургскую губернию и в 1847 году назначен в Ново-ладожскую и Шлиссельбургскую уездную строительно-дорожную комиссию. В 1849 году получил должность архитекторского помощника. С 1861 года — начальник искусственного стола Санкт-Петербургской строительной и дорожной комиссии, а с 1862 — архитектор этой же комиссии. В 1865 причислен к Технически-строительному комитету МВД. С 1866 по 1900 год — олонецкий губернский инженер.
Действительный член Петрозаводского благотворительного общества.
Похоронен на Троицком (Зарецком) кладбище Петрозаводска.

## Деятельность
В Петрозаводске под его руководством построены казармы местного батальона, кафедральный собор во имя Сошествия Святого Духа на апостолов, в Каргополе — здание Каргопольского духовного училища (1894—1896).
Участвовал в установке памятников Петру Великому и Александру II в Петрозаводске, распланировал скверы возле них и сделал нивелировку местности. По его проекту построено самое большое каменное здание города того времени — Олонецкая духовная семинария.
Автор проекта католического храма Петрозаводска (в 1890-е М. П. Калитович был синдиком римско-католического молитвенного дома).
Участвовал в разработке проектов храма Косьмы и Дамиана в Гвоздно (1863), церкви во имя Святого Василия Великого в Винницком погосте Лодейнопольского уезда (1866).

## Награды
- Орден Святого Владимира 4-й степени (1879);
- Орден Святой Анны 2-й степени;
- Орден Святого Станислава 2-й степени;
- Медаль в память войны 1853—1856 гг.;
- Знак отличия беспорочной службы за LX лет (1900)[8].

## Семья
Был женат на Софии Николаевне (?-1899). Дети София (1855-?), Надежда (1856-?) — надзирательница и преподавательница арифметики и чистописания Мариинской женской гимназии Петрозаводска, Сергей (1860—1916) — ветеринарный врач Олонецкого губернского земства.

## Фотогалерея

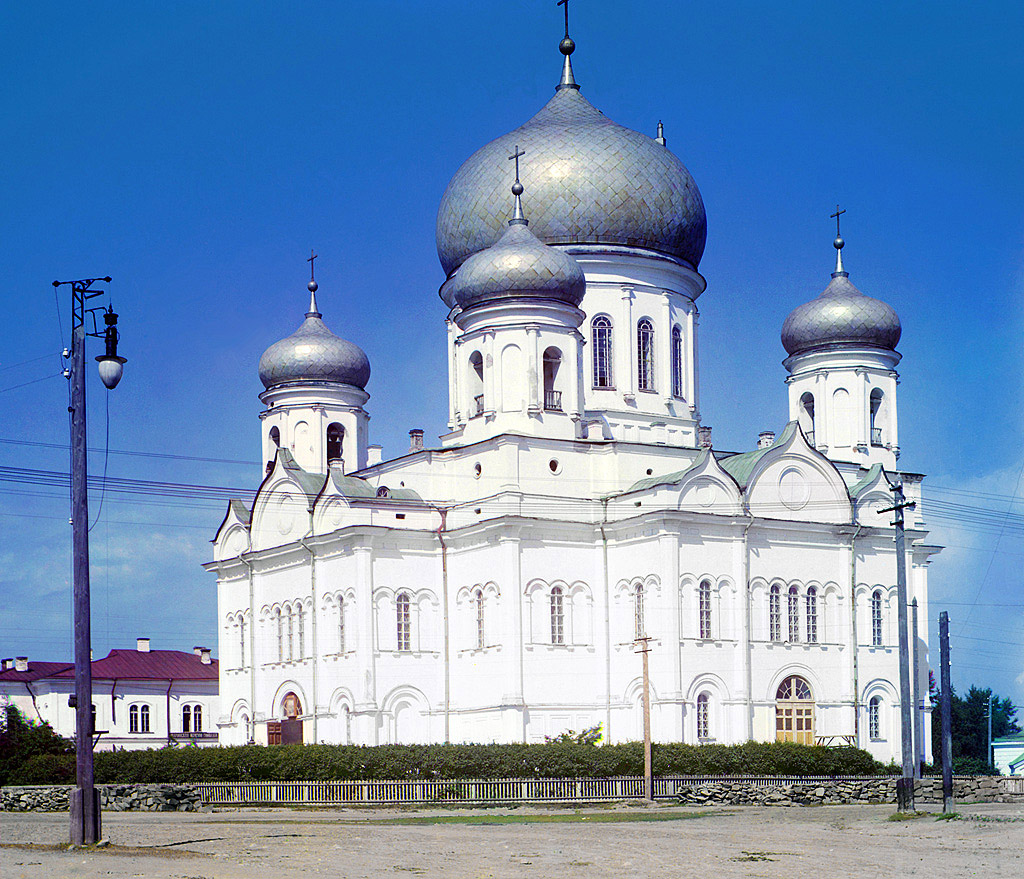
Святодуховский собор в г. Петрозаводске
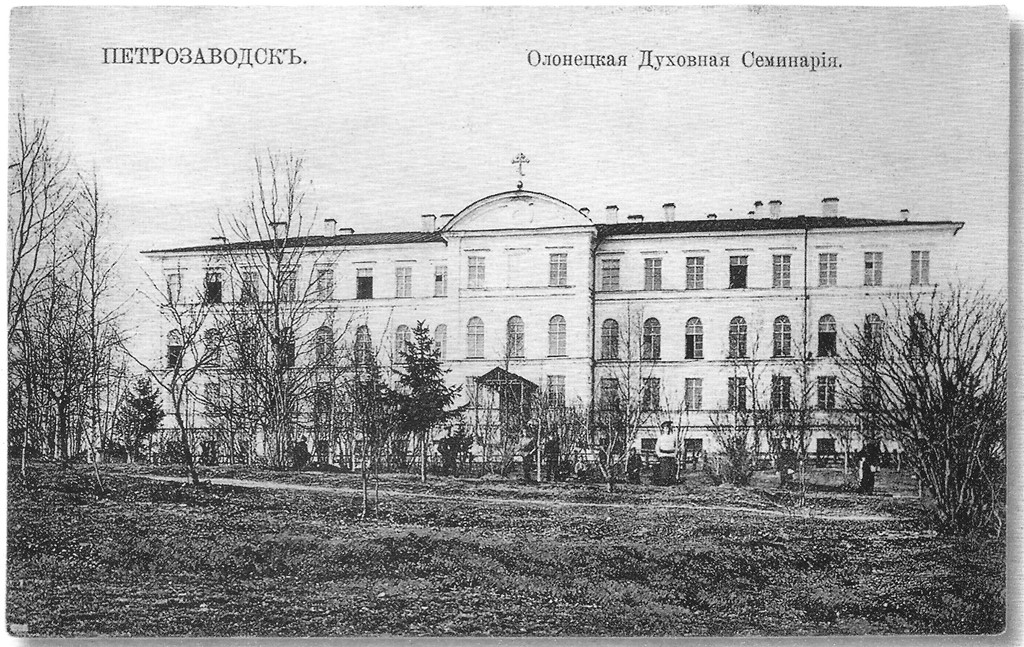
Олонецкая духовная семинария
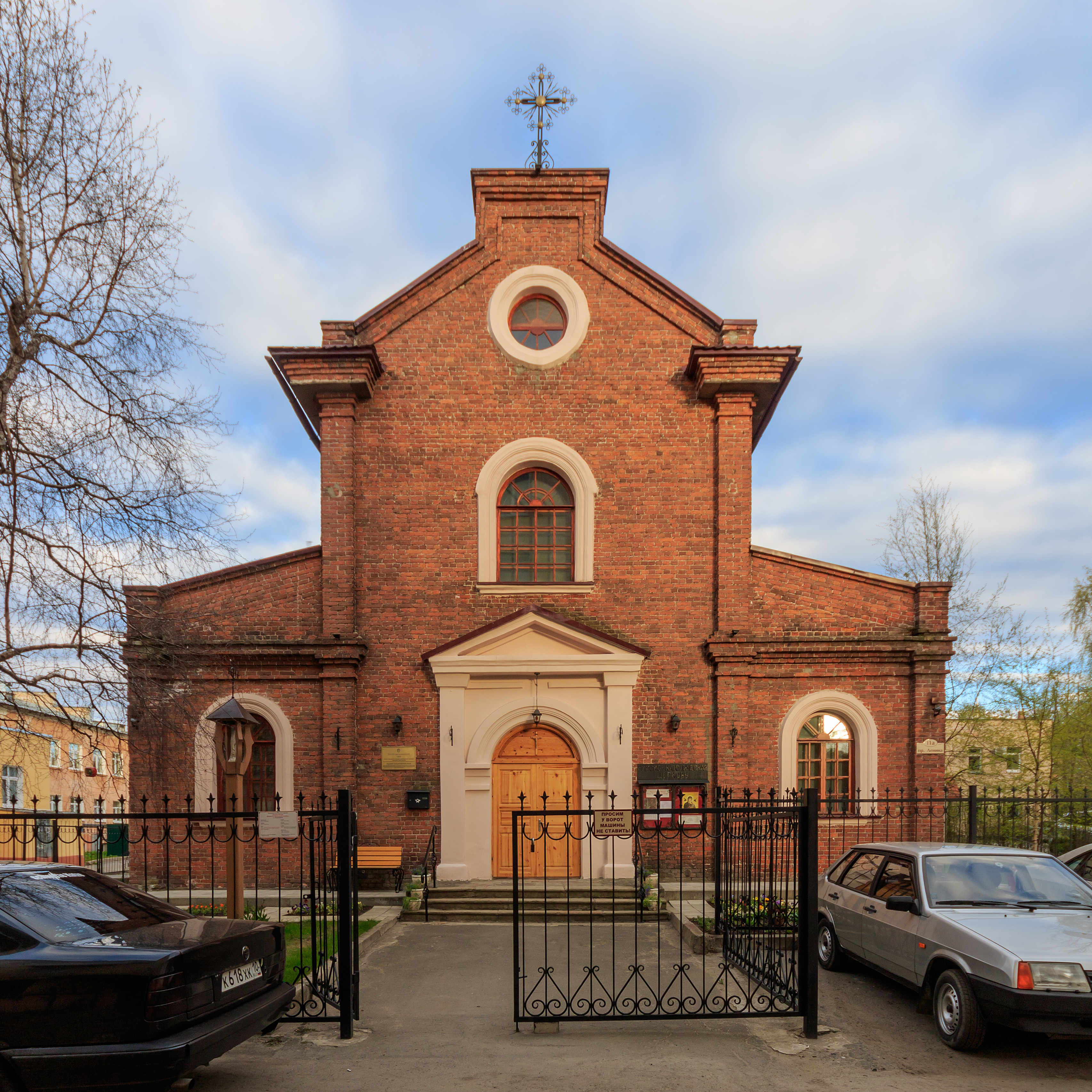
Католический храм в Петрозаводске
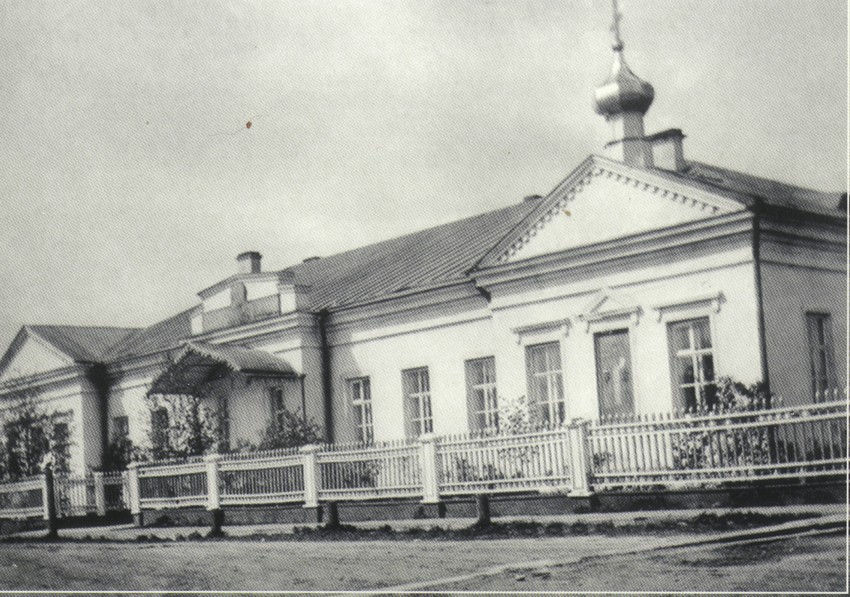
Каргопольское духовное училище